# حجت حق وردي
حجت حق وردي (بالفارسية: حجت حق‌وردی)؛ (من مواليد 3 فبراير 1993) هو لاعب كرة قدم إيراني يلعب في خط الدفاع في نادي تراكتور سازي، ولد في إيران ويمثل منتخب أذربيجان دوليا.

## روابط خارجية
- حجت حق وردي على موقع الاتحاد الأوربي (الإنجليزية)
- حجت حق وردي على موقع قاعدة بيانات كرة القدم.إي يو (الإنجليزية)
- حجت حق وردي على موقع ناشيونال فوتبول تيمز (الإنجليزية)
- حجت حق وردي على موقع Soccerway.com (الإنجليزية)